# Bibliothèque allemande d'espéranto
 (janvier 2021).
Si vous disposez d'ouvrages ou d'articles de référence ou si vous connaissez des sites web de qualité traitant du thème abordé ici, merci de compléter l'article en donnant les références utiles à sa vérifiabilité et en les liant à la section « Notes et références ».

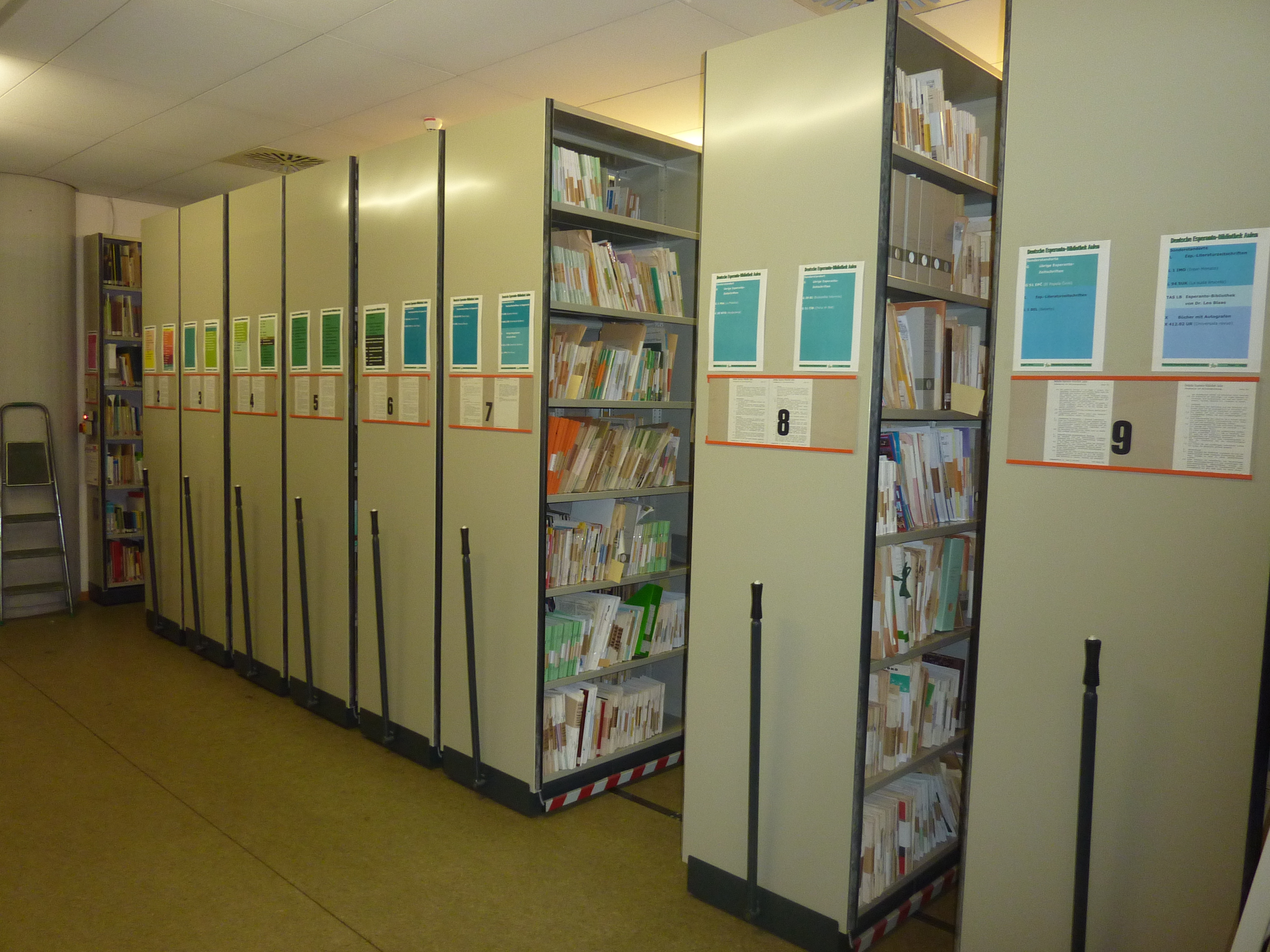
Les étagères de la bibliothèque à Aalen.

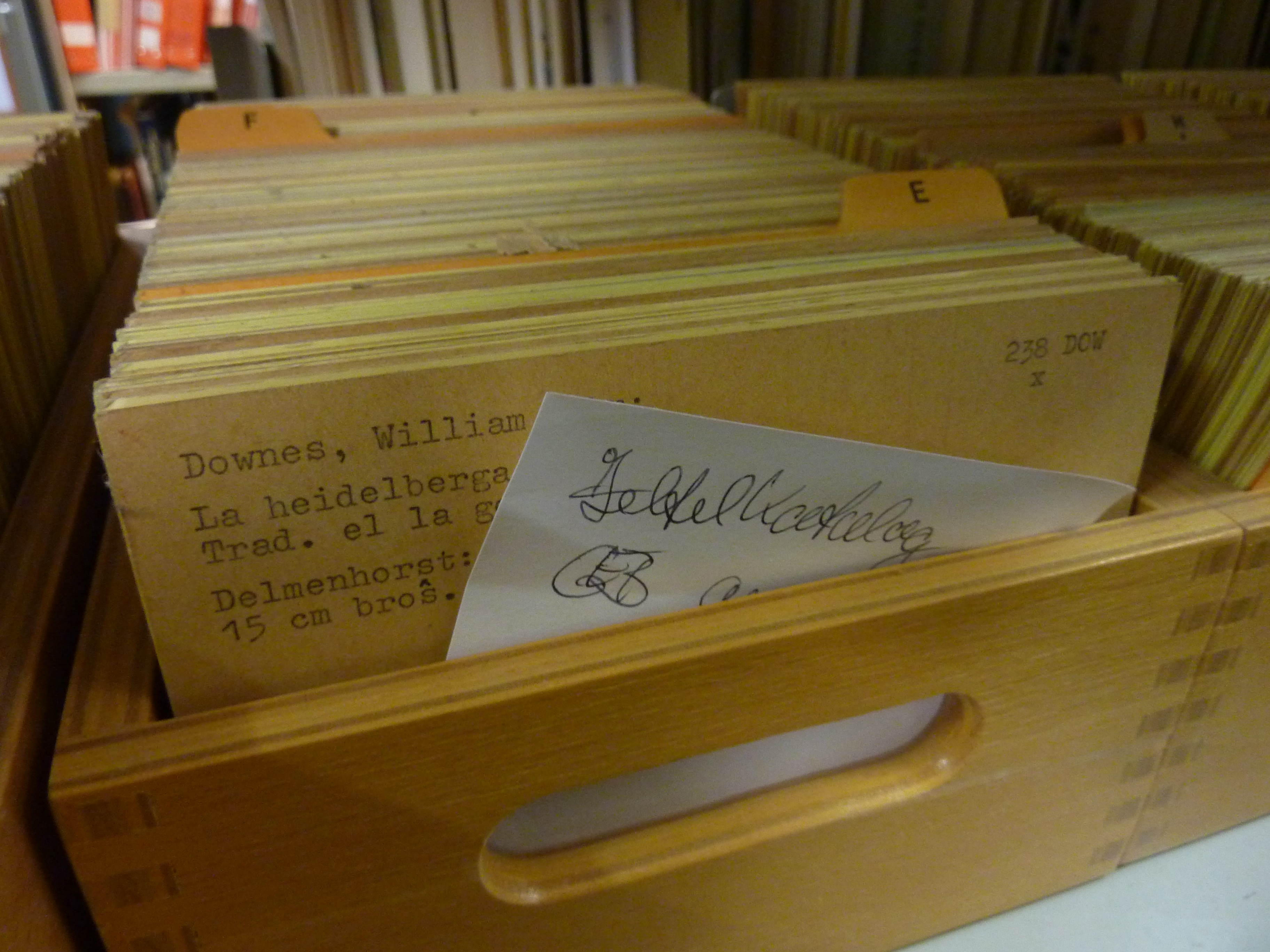
Anciennes cartes en espéranto, qui sont à la base de l'actuel catalogue numérique.

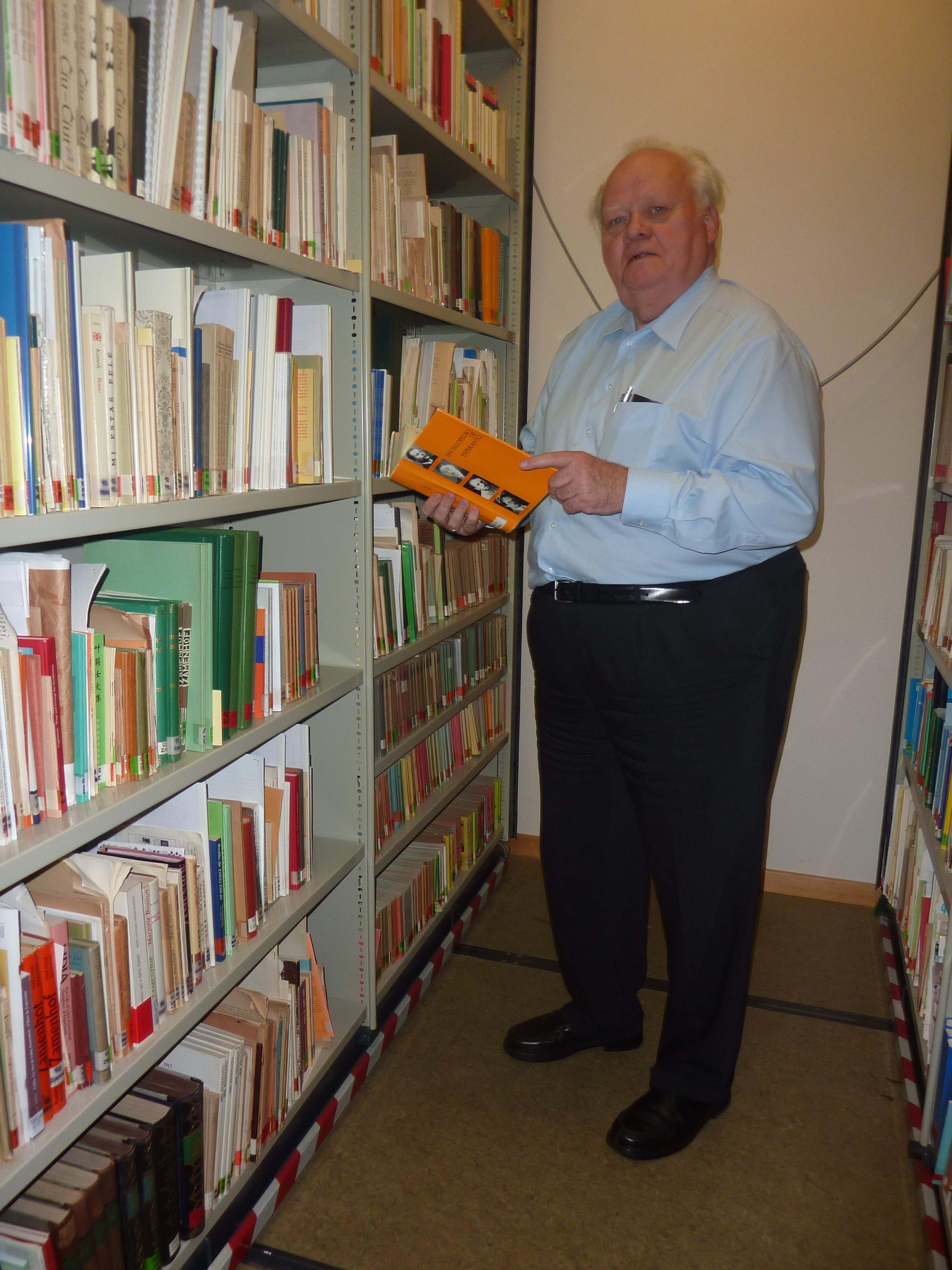
Karl Heinz Schaeffer dans la Bibliothèque allemande d'espéranto (en 2010).

La bibliothèque allemande d'espéranto (en allemand : Deutsche Esperanto-Bibliothek, en espéranto : Germana Esperanto-Biblioteko) est la bibliothèque de l'institut allemand d'espéranto. Elle se trouve depuis 1989 dans la bibliothèque municipale d'Aalen, au sud de l'Allemagne. Elle possède actuellement 54 000 bibliographies uniques, comprenant entre autres 25 043 livres et 2559 publications périodiques. 
Par conséquent, la bibliothèque allemande d'espéranto est l'une des plus importantes bibliothèques d'espéranto dans le monde. Cinq membres du groupe espérantiste d'Aalen entretiennent continuellement la bibliothèque.
Après la mort du directeur Adolf Burkhardt en 2004, le directeur actuel se nomme Utho Maier, responsable de la bibliothèque depuis le 20 juillet 2004. 
Le gérant est Karl Heinz Schaeffer depuis 1989.